# Ondřej Bruntálský z Vrbna
Ondřej Bruntálský z Vrbna (německy Andreas von Wrbna, či von Würben, ? – 9. dubna 1241, Lehnické Pole, Slezské vévodství) byl moravský šlechtic ze slezské linie rodu Bruntálských z Vrbna.

## Život
Ondřej z Vrbna se narodil jako syn lehnického hejtmana Štěpána z Vrbna († 9. dubna 1241) z nejstaršího slezského hraběcího rodu pánů z Vrbna. Měl bratry Štěpána a Františka.
V roce 1241 se spolu se svým otcem zúčastnil bitvy u Lehnice v nedalekém Wahlstattu (Lehnické Pole), v níž byla vojska polského knížete Jindřicha II. Pobožného a německo-polské armáda rytířů poražena Mongoly Zlaté hordy v čele s Bátú chánem a Sübetejem.
Pro tento boj rozdělil Jindřich II. svou armádu do pěti skupin, složených z křižáků, polských uprchlíků, ze skupin Hornoslezanů a německých rytířů pod velením zemského komtura Poppa z Osterny. V páté skupině byl vévoda, několik rytířů německého řádu, další rytíři, a také Ondřej z Vrbna a jeho otec. V bojích, které následovaly, přišel o život nejen Ondřej z Vrbna, ale zahynul i Jindřich II. a jeho otec. Byl pohřben spolu se svým otcem v kostele sv. Jakuba ve Vratislavi, stejně jako kníže Jindřich II. 
Smrt knížete Jindřicha Pobožného na Lehnickém poli způsobila, že rozsáhlé oblasti v jižním Polsku zůstaly mnoho let zpustošené a vylidněné. Rozpadla se „monarchie slezských Jindřichů“ a ve Slezsku vznikla řada drobných knížectví. 

### Manželství a potomstvo
Ondřej byl ženatý a zanechal po sobě dva syny, Bernarda a Františka. 
Jedním z jeho potomků byl Rudolf Jan Bruntálský z Vrbna.